# جاك جورج
جاك جورج (بالإنجليزية: Jack George)‏ مواليد 13 نوفمبر 1928 في بنسيلفانيا - الوفاة 30 يناير 1989، كان لاعب كرة سلة أمريكي. بدأ مسيرته الاحترافية في سنة 1953. تم اختياره من قبل فريق غولدن ستايت ووريورز خلال الدرافت. بلغ طوله 6 قدم 2 بوصة (1.9 م). اعتزل اللعب في 1961. فاز بلقب دوري إن بي إيه. شارك مرتين في مباراة كل النجوم. لعب مع غولدن ستايت ووريورز ونيويورك نيكس.

## روابط خارجية
- جاك جورج على موقعبيزبول رفرنس.كوم (الدوري الثانوي) (الإنجليزية)
- جاك جورج على موقع إن بي أي (الإنجليزية)
- جاك جورج على موقع سبورتس رفرنس (الإنجليزية)
- جاك جورج على موقع كلية كرة السلة في سبورتس رفرنس.كوم (الإنجليزية)
- جاك جورج على موقع ريلجم (الإنجليزية)
- جاك جورج على موقع بروبوليرز (الإنجليزية)